# E-ingatlanügyvédek.hu
Az e-ingatlanügyvédek.hu tudásbázis és szolgáltatásplatform. Az ügyvédi társulás az ingatlanjog valamennyi területével foglalkozik a lakásvásárlástól kezdve egészen a mezőgazdasági termőföldek adásvételén át a társasházalapításig. A cikkek szerzői az ügyvédi társulás tagjai.
Az Illés és Szabó Ügyvédi Társulást dr. Illés Géza Márton és dr. Szabó Judit Anna ügyvédek alapították 2023-ban. Eredetileg a mindennapi ügyvédi munka automatizálásában gondolkoztak, de a kicsit és konzervatív hazai ügyvédi piacon nem látták jövedelmezőnek önmagában a legaltech szoftver építését – ezért elhatározták, hogy a rendszer köré ügyfeleket és ügyvédeket is szerveznek. Így született meg az e-ingatlanügyvédek.hu és az Illés és Szabó Ügyvédi Társulás gondolata. A cél közös ügyfélszerzés, illetve az etikus és a lehetőségekhez képest automatizált ügyellátás.
Az alapítás óta a társuláshoz több mint 70, ingatlanjogra specializálódott ügyvéd csatlakozott, a társulás tagjai országszerte a fővárosban és számos vidéki nagyvárosban is tevékenykednek, ezzel lehetővé téve az országos lefedettségű jogi szolgáltatások biztosítását. A társulás működésének egyik legfontosabb jellemzője az egyedülálló ügyelosztási rendszer, amely félautomatizált módon rendeli az ügyeket a szakmailag és földrajzilag legalkalmasabb ügyvédhez.
A csapat szakmai hitvallása szerint az ingatlanügyekben különösen nagy szükség van a bizalmi kapcsolatra az ügyféllel, amelyhez személyes elköteleződés, precizitás és naprakész tudás szükséges. A társulás tagjait összeköti továbbá, hogy az ügyvédi piac nagy részével szemben csak és kizárólag az ügyfeleiket képviselik és biztonsági okokból egy ügyvéd sosem vállal a társuláson belül sorozatügyleteket.
Az e-ingatlanügyvédek.hu platform keretében az Illés és Szabó Ügyvédi Társulás ügyvédi hálózata átfogó ingatlanjogi szolgáltatásokat kínál magánszemélyek és cégek részére. A szolgáltatások célja az ingatlan-ügyletek gyors, jogilag megalapozott és digitálisan is gördülékeny lebonyolítása.
A társulás tevékenysége alapvetően a polgári jog, azon belül is az ingatlanjog területére fókuszál, de az egyes eljárásokhoz kapcsolódóan adó-, öröklési, családjogi és társasági jogi tanácsadás is elérhető. A tagügyvédek teljes körű jogi ügyintézést biztosítanak, a megbízás felvételétől kezdve a szerződéskötésen és hatósági ügyintézésen át egészen a bejegyzési eljárás lezárásáig.
A társulás egyik kiemelkedő innovációja a Szerződés Asszisztens, amely az Illés és Szabó Ügyvédi Társulás saját fejlesztésű ügyviteli és dokumentumszerkesztő szoftvere. A szoftver képes kevesebb mint 10 perc alatt komplett adásvételi iratcsomagot előállítani, beleértve az ügyfél-azonosítást, a mellékleteket és a bejegyzési engedélyt. Jelentősen csökkenti az adminisztrációs terheket és lehetőséget biztosít a jogászok számára a gyorsabb, strukturált és szabályszerű iratszerkesztésre, különösen az E-ING rendszerhez kapcsolódó elektronikus ügyintézési folyamatok támogatására.
A Szerződés Asszisztens az Illés és Szabó Ügyvédi Társuláshoz nem csatlakozott ügyvédek számára is elérhető, illetve alkalmas kis-, közép- és nagyvállalatok jogi automatizációs feladatainak ellátására is.

## Online jogi tudásbázis és médiajelenlét
Az e-ingatlanügyvédek.hu részeként működik egy jogi ismeretterjesztő blog és tudásbázis, amelynek havi átlagos olvasottsága stabilan meghaladja a 70 000 főt. A blogbejegyzések célja, hogy közérthető formában tájékoztassa az érdeklődőket az ingatlanjog aktuális kérdéseiről, az eljárásokról és a gyakorlati tudnivalókról.
A blogbejegyzésekre rendszeresen hivatkoznak országos elérésű híroldalak, többek között a Portfolio, az Index, az Infostart és a Pénzcentrum is, elsősorban akkor, amikor új jogszabályok, piaci trendek vagy lakásvásárláshoz kapcsolódó változások lépnek életbe.

## Budapest

### II. kerület
· Dr. Illés Géza Márton Ügyvédi Iroda
· Dr. Mittákné dr. Horváth Georgina Janka
· Dr. Kosztoványi Roland Ügyvédi Iroda
· Dr. Ivácson Annamária
· Dr. Surányi Balázs
· Dr. Rigó Adél
· Dr. Mosolygó Sára
· Dr. Pablényi Szabolcs
· Dr. Tenyér Barbara Nóra

### III. kerület
· Dr. Viktor Éva
· Dr. Bogdány Beáta
· Dr. Bóné Beatrix
· Dr. Hevesi Kristóf

### XI. kerület
· Dr. Csizmár Alexandra LLM
· Dr. Tóth-Kalászi András LLM

### XII. kerület
· Dr. Almásy Botyánszky Beatrix Márta
· Dr. Fori Hajnal

### IV. kerület
· Dr. D. Kovács Róbert

### V. kerület
· Dr. Petruska Emil
· Dr. Horváth G. Gábor
VI. kerület
· Dr. Szoboszlai Judit
· Dr. Ubrankovics Edit

### IX. kerület
· Dr. Karácsonyi Zoltán

### X. kerület
· Dr. Toldy Miklós

### XIII. kerület
· Dr. Bereczki Sára Klára
· Dr. Surányi Kata LLM
· Róderné dr. Földes Eszter
· Dr. Susánszki Edina
· Dr. Kelecsényi Beáta
· Dr. Tivadar Attila LLM
· Dr. Lendvai Viktor Henrich
· Dr. Kalocsa Dávid
· Dr. Gálfi Marianna
· Dr. Kocsis István
· Dr. Petrik Tamás
· Dr. Vágvölgyi Ágnes

### XVII. kerület
· Dr. Nagy Henriett A budapesti agglomerációban

## Szigetszentmiklós
· Dr. Török Éva

## Dunaharaszti
· Dr. Kása-Richlach Mónika

## Vecsés
· Dr. Véger Alexandra

## Gödöllő
· Dr. Czotter Regina

## Biatorbágy
· dr. Mosolygó Sára

## Balatonfüred
· Dr. Varga-Szabó Tímea

## Ságvár
· Dr. Marosi Ádám Országszerte vidéki városokban

## Kaposvár
· Dr. Szabó Tibor
· Dr. Korchmáros Somogyi Gabriella

## Szolnok
· Dr. Doba Zsolt

## Pápa
· Dr. Varga Balázs

## Debrecen
· Dr. György János
· Dr. Urszuly Gábor
· Dr. Márkus Dorottya
· Dr. Nagy Dorottya
· Dr. Balázs László

## Győr
· Horváthné dr. Sipos Eszter
· Dr. Horváth Bertold

## Eger
· Dr. Lassán Csaba LLM
· Dr. Zvara Ágnes

## Székesfehérvár
· Dr. Kalocsa Dávid
· Dr. Altorjay Luca

## Kecskemét
· Dr. Keszthelyi Zita

## Kisújszállás
· Dr. Auner Tamás

## Kiskunfélegyháza
· dr. Dobák Nándor

## Csorna
· Dr. Kiss Krisztián

## Miskolc
· dr. Eszlári András

## Szeged
· Dr. Magyar Dávid
· Dr. Kovács Nóra

## Pécs
· Dr. Kárpáti Zsófia
· Dr. Szatyor Győző
· Dr. Krisztián Katalin

## Nagykőrös
· Dr. Király Olivér

## Nyíregyháza
· Dr. Kovács Tamás Miklós
· Dr. Járos László

## Szombathely
· Dr. Popgyákunik Balázs
1. ↑  e-ingatlanügyvédek.hu (magyar nyelven). e-ingatlanügyvédek.hu. (Hozzáférés: 2025. augusztus 19.)
2. ↑  Illés és Szabó Ügyvédi Társulás (magyar nyelven). e-ingatlanügyvédek.hu. (Hozzáférés: 2025. augusztus 19.)
3. ↑  Együttműködő partnereknek (magyar nyelven). e-ingatlanügyvédek.hu. (Hozzáférés: 2025. augusztus 19.)
4. ↑  Szolgáltatásaink (magyar nyelven). e-ingatlanügyvédek.hu. (Hozzáférés: 2025. augusztus 19.)
5. ↑  Szerződés Asszisztens (magyar nyelven). szerzodes-asszisztens.hu. (Hozzáférés: 2025. augusztus 19.)
6. ↑  e-ingatlanügyvédek.hu Sajtóközpont (magyar nyelven). e-ingatlanügyvédek.hu. (Hozzáférés: 2025. augusztus 19.)